# 司空曙
司空曙（约720年—约790年），字文明，或作文初。广平人。唐代官员、诗人。大历十才子之一。

## 生平
因安史之亂避居南方，數年後北歸長安，曾中进士，或曾任洛阳主簿，後任左拾遗，因事贬长林（今湖北荆门西北）縣丞 。
貞元年間在剑南节度使韦皋下作幕府，官檢校水部郎中。終官虞部郎中。
餘事不可確考，生卒年亦不詳。

## 文学成就
司空曙經歷安史之亂，他的诗作以写自然景色和乡情旅思为主，擅长五律，共有集三卷，是大历十才子之一。